# Pristava pri Lesičnem
Pristava pri Lesičnem je naselje v Občini Podčetrtek.